# Wahlbezirk Schlesien 6
Der Wahlbezirk Schlesien 6 war ein Wahlkreis für die Wahlen zum Abgeordnetenhaus im österreichischen Kronland Schlesien. Der Wahlbezirk wurde 1907 mit der Einführung der Reichsratswahlordnung geschaffen und bestand bis zum Zusammenbruch der Habsburgermonarchie.

## Geschichte
Nachdem der Reichsrat im Herbst 1906 das allgemeine, gleiche, geheime und direkte Männerwahlrecht beschlossen hatte, wurde mit 26. Jänner 1907 die große Wahlrechtsreform durch Sanktionierung von Kaiser Franz Joseph I. gültig. Mit der neuen Reichsratswahlordnung schuf man insgesamt 416 Wahlbezirke, wobei mit Ausnahme Galiziens in jedem Wahlbezirk ein Abgeordneter im Zuge der Reichsratswahl gewählt wurde. Der Abgeordnete musste sich dabei im ersten Wahlgang oder in einer Stichwahl mit absoluter Mehrheit durchsetzen. Der Wahlkreis Schlesien 6 umfasste die Städte Radwanitz, Polnisch Ostrau, Hermanitz, Hruschau, Schönichl, Dombrau, Karwin, Lazy, Orlau.
Aus der Reichsratswahl 1907 ging der Sozialdemokrat Petr Cingr als Sieger hervor. In der Reichsratswahl 1911 konnte Cingr sein Mandat verteidigen.

## Wahlergebnisse

### Reichsratswahl 1907
Die Reichsratswahl 1907 wurde am 14. Mai 1907 (erster Wahlgang) durchgeführt. Die Stichwahl entfiel auf Grund der absoluten Mehrheit für Petr Cingr im ersten Wahlgang.
| Kandidat                                                                      | Partei                              | Wahlkreisstimmen | Prozent |
| ----------------------------------------------------------------------------- | ----------------------------------- | ---------------- | ------- |
| Petr Cingr                                                                    | Tschechische Sozialdemokraten       | 10379            | 78,2 %  |
| Kristek                                                                       | Tschechische Nationalpartei         | 1108             | 8,3 %   |
| Sitzenfrey                                                                    | Deutsche Fortschrittspartei         | 900              | 6,8 %   |
| Bura                                                                          | Polnische Christlich-Soziale Partei | 647              | 4,9 %   |
|                                                                               | Polnische Nationalpartei            | 107              | 0,8 %   |
|                                                                               | Sonstige Parteien                   | 133              | 1,0 %   |
| Wahlberechtigte: 14.154, Ungültige/Leere Stimmen: 70, Wahlbeteiligung: 94,3 % |                                     |                  |         |

### Reichsratswahl 1911
Die Reichsratswahl 1911 wurde am 13. Juni 1911 (erster Wahlgang) durchgeführt. Die Stichwahl entfiel auf Grund der absoluten Mehrheit für Petr Cingr im ersten Wahlgang.
| Kandidat                                                                      | Partei                                        | Wahlkreisstimmen | Prozent |
| ----------------------------------------------------------------------------- | --------------------------------------------- | ---------------- | ------- |
| Petr Cingr                                                                    | Tschechische zentralistische Sozialdemokraten | 8180             | 57,5 %  |
| Sitzenfrey                                                                    | Deutsche Fortschrittspartei                   | 1918             | 13,5 %  |
| Jedlicka                                                                      | Tschechische Nationalpartei                   | 1893             | 13,3 %  |
| Berger                                                                        | Tschechischeautonomistische Sozialdemokraten  | 1720             | 12,1 %  |
| Wojcik                                                                        | Polnische Volkspartei                         | 415              | 2,9 %   |
|                                                                               | Sonstige Parteien                             | 89               | 0,6 %   |
| Wahlberechtigte: 15614, Ungültige/Leere Stimmen: 108, Wahlbeteiligung: 91,7 % |                                               |                  |         |